# Make It Hot (singolo)
Make It Hot è un singolo del gruppo musicale statunitense Major Lazer e della cantante brasiliana Anitta, pubblicato il 19 giugno 2019 come secondo estratto dal quarto album in studio dei Major Lazer Lazerism.

## Video musicale
Il video musicale, reso disponibile il 26 giugno 2019 attraverso il canale YouTube del gruppo e sponsorizzato da Bacardi, è stato girato da Jovan Todorović in diverse località dei Caraibi.

## Tracce
Testi e musiche di Larissa de Macedo Machado, Boaz De Jong, Justin Rafael Quiles Rivera, Nija Charles, Robin P Francesco e Diplo.
Download digitale
1. Make It Hot – 2:48

Download digitale – Dee Mad & Sky Remix
1. Make It Hot (Dee Mad & Sky Remix) – 2:33

## Formazione
- Anitta – voce
- Diplo – produzione